# Dana Terrace
Dana Terrace, née le 8 décembre 1990, est une animatrice, dessinatrice, écrivaine, réalisatrice et doubleuse américaine. Elle est surtout connue pour la création de la série animée Luz à Osville (The Owl House en version originale) diffusée sur Disney Channel. Elle est également connue pour avoir réalisé le storyboard de Souvenir de Gravity Falls : La Légende des gémulettes gnomes (Gravity Falls en version originale) et la réalisation du redémarrage de La bande à Picsou (Duck Tales en version originale) en 2017.

## Enfance
Dana Terrace est née à Hamden, Connecticut. Son père est Thomas Terrace, avocat à Hamden. Il meurt alors qu'elle est âgée de 11 ans. Dana Terrace passe huit ans à l'école Sainte-Rita, une école catholique locale. En 2000, elle crée son premier flip-book d'animation, centré sur « Pikachu foudroyant Salamèche ». Elle fréquente l'école secondaire du centre-ville de New Haven, la Cooperative Arts and Humanities High School, et suit des cours de danse pendant plus de dix ans. Au lycée, elle travaille dans un musée d'histoire naturelle,,,.

## Formation

### Etudes d'animation à New York city
Dana Terrace étudie l'animation à la School of Visual Arts (SVA) de New York. Elle dessine en moyenne huit heures par jour et commence à publier son travail sur un blog Tumblr,,. En avril 2012, au cours de sa troisième année, elle créé un court métrage d'animation intitulé «Kickball», avec des voix off du Youtubeur Yotam Perel et une musique de Jeff Liu,. «Kickball», récompensé pour sa conception et son mouvement expressif, fait remporter à Dana Terrace une subvention octroyée par le National Board of Review,,. L'année suivante, elle travaille avec Iker Maidagan sur un court métrage d'animation intitulé « Mirage »,. C'est Iker Maidagan qui en réalise la mise en scène et en écrit l'histoire, tandis que Dana Terrace assure animation et conception des personnages. Leur court-métrage est projeté au LA Shorts Fest et leur permet de recevoir une bourse d'études,. Dana Terrace dresse en bilan mitigé de ses études à la SVA , même si elle confirme avoir progressé grâce aux tutoriels en ligne, à ses pairs et à ses camarades.
En 2011, Dana Terrace est l'assistante de Zach Bellissimo pour une thèse de comédie d'horreur  intitulée Blanderstein. Ce travail remporte un Dusty Award pour «Animation traditionnelle exceptionnelle et réalisation en matière de conception de personnages d'animation traditionnelle», à égalité avec le film de thèse de Michael Ruocco, Destiny is for the Birds .

### Premières expériences professionnelles
Après avoir obtenu son diplôme de la SVA en 2013, Dana Terrace effectue un stage l'été suivant à JibJab, puis est engagée comme scénarimagiste chez Disney Television Animation pour participer au storyboard de Gravity Falls,,. Ce projet correspond à son «premier travail d'animation professionnel», où elle apprend à créer un storyboard, à gérer une équipe et à avoir une vision globale d'une série animée. En 2019, elle déclare avoir vécu une «expérience merveilleuse» et qu'elle «n'aurait pas pu rêver d'un meilleur premier bain».
En 2014, elle participe à la CTN Animation Expo avec Nate Swineheart et y vend gravures, carnets de croquis et autres dessins.
En 2018, elle signe 34 pages du roman graphique de Alex Hirsch, Gravity Falls: Lost Legends: 4 All-New Adventures!,.

### Influences artistiques
Très jeune déjà, elle s'intéresse à des peintres tels que John Bauer, Remedios Varo et Hieronymus Bosch,.
Elle regarde à la télévision des dessins animés tels que Les Powerpuff Girls, South Park et Les Simpsons , œuvres graphiques qui inspireront son propre travail,,. Les films du Studio Ghibli (en particulier Princess Mononoke ), la série animée Revolutionary Girl Utena et Garfield l'ont également influencée,,.

## Carrière
En 2017, DanaTerrace réalise divers épisodes de la série d'animation La bande à Picsou (2017) en rendant le personnage de Webby Vanderquack « plus dynamique »,,,. Terrace déclarera plus tard qu'elle ne se sentait pas «épanouie artistiquement ou émotionnellement» dans ce travail, ce qui la poussa à créer sa propre série. Elle travaille également comme scénarimagiste pour la série Tangled: Before Ever After, réalisé par Tom Caulfield et Stephen Sandoval. Elle  scénarise ensuite le quatrième épisode de Raiponce, la série (Raiponce's Tangled Adventure en version originale).

### Luz à Osville
Après des années de travail sur d'autres émissions de Disney Channel, Dana Terrace développe dès 2016 personnages et «idée de base» d'une nouvelle série originale,. Le pitch est celui d'"une jeune fille (qui) va dans un autre monde et apprend la magie auprès d'une sorcière plus âgée",. Le premier personnage qu'elle créé est celui de Owl Lady, inspirée par les propres femmes de sa famille. Quant au personnage principale, Luz Noceda, Dana Terrace utilise prénom et nom de sa colocataire.
La série est influencée par Pokémon Rouge, un jeu que le père de Dana Terrace lui a offert avant de mourir ,. Le nom original en anglais de la série est The Owl House en raison du "côté mystique qui entoure les hiboux». La série est diffusée entre le 10 janvier 2020 et le 8 avril 2023 sur Disney Channel,.

#### Représentation LGBTQ+
Luz à Osville a été récompensée pour sa représentation d'une relation LGBTQ+ entre les personnages de Luz Noceda et Amity Blight. Au cours de la deuxième saison, la série a également été saluée pour l'inclusion d'un personnage non binaire et vraisemblablement transgenre, sous la forme de Raine Whispers. Le personnage est notamment genré par le pronom neutre « iel » dans le doublage français de la série. Dana Terrace utilise activement Twitter pour confirmer l'identité LGBTQ+ des personnages,,. Bien que Disney ait d'abord été réticent à la représentation d'une relation homosexuelle dans la série, Dana Terrace a finalement obtenu leur soutien, attribuant le changement de leur point de vue à son «entêtement»,.
Dana Terrace a déclaré à Vanity Fair en mars 2021 qu'elle était ouverte aux idées selon lesquels le personnage de Luz serait bisexuelle et qu'elle aurait sciemment inclus des personnages LGBT+ pendant le développement de la série. Quand on lui a dit qu'il ne pouvait exister de "quelconque histoire gay parmi les personnages principaux», Dana Terrace a réagi en affirmant s'être laissée "aller à la colère, à exploser complètement et à sortir en trombe de la pièce". Elle précisa à ce propos "La vie est courte et je n'ai pas le temps pour la lâcheté, j'étais prêt à passer à des pâturages plus verts si nécessaire. Une quinzaine de jours plus tard, elle reçut "le feu vert" de la chaîne et décrivit le studio comme un soutien depuis cet évènement. Des médias d'information tels que CNN et Deadline ont exprimé leur soutien à ces représentations, tandis que des sites conservateurs comme One Million Moms ont exprimé le contraire, condamnant Disney Channel pour l'inclusion des identités LGBTQ+ dans la série,.

### Autres projets artistiques
En mars 2023, Dana Terrace annonce sur son Instagram avoir quitté Disney. La même année, elle illustre une couverture alternative pour le numéro 4 d'Adventure Time avec Fionna et Cake: Card Wars, un BOOM ! Mini-série de six numéros des studios mettant en vedette Fionna et Cake, les versions échangées entre les sexes de Finn et Jake. Dana Terrace est invitée à fournir un épisode dans Adventure Time intitulé " Bad Timing ",.
En 2021, le réalisateur de The Mitchells vs. the Machines, Mike Rianda, révèle que Dana serait un des scénaristes pour le film. La même année, Dana Terrace crée quelques épisodes de la saison 2 de Luz à Osville : "Keeping Up A-fear-ances", "Hunting Palismen" et "Eclipse Lake".

## Vie privée
De 2015 à avril 2022, Dana Terrace est en couple avec Alex Hirsch, le créateur de Gravity Falls ,,,. Elle se déclare bisexuelle en 2017. On sait désormais qu'elle s'est appuyée sur ses propres expériences pour créer la série d'animation Luz à Osville, et qu'elle s'inspirait d'elle même pour parfaire le personnage bisexuel Luz Noceda,.
En 2018, Dana Terrace signe une pétition en faveur de l'équité salariale dans l'industrie de l'animation.
En 2022, elle rejoint d'autres animateurs de Disney qui critiquent le refus de Bob Chapek de faire un commentaire sur le HB 1557, projet de loi souvent qualifié de «Don't Say Gay». Elle a également fait valoir que la lettre de Chapek aux employés était «des mots fleuris et compatissants pour faire taire».

## Filmographie
| Année | Titre                          | Activité                                                       |
| ----- | ------------------------------ | -------------------------------------------------------------- |
| 2011  | Blanderstein                   | assistante                                                     |
| 2012  | Nym                            | créditée dans les remerciements au générique                   |
| 2012  | Kickball                       | directrice, auteure, productrice, dessinatrice et scénimariste |
| 2013  | Harvest Season                 | créditée dans les remerciements au générique                   |
| 2014  | Mirage                         | co-directrice et dessinatrice                                  |
| 2017  | Tangled : Before Ever After    | scénimariste                                                   |
| 2021  | The Mitchells vs. the Machines | scénariste                                                     |

| Année     | Titre                                                        | Activité                                       |
| --------- | ------------------------------------------------------------ | ---------------------------------------------- |
| 2014-2016 | Souvenir de Gravity Falls : La Légende des gémulettes gnomes | scénimariste                                   |
| 2017      | Raiponce, la série                                           | scénimariste pour un épisode                   |
| 2017-2018 | La bande à Picsou                                            | directrice pour 10 épisodes                    |
| 2020-2023 | Luz à Osville                                                | créatrice, auteure, scénariste et dessinatrice |
| 2022      | Amphibia                                                     | créditée dans les remerciements au générique   |

## Sources et références
1. ↑  Murphy, « INTERVIEW: Creator Dana Terrace on Disney's "The Owl House" » [archive du 20 mars 2020], Animation Scoop, 6 janvier 2020 (consulté le 3 septembre 2020)
2. 1 2 3  Terrace, « Reddit AMA » [archive du 4 septembre 2020], Reddit, 2 septembre 2020 (consulté le 3 septembre 2020).
3. ↑  Terrace, « battle pokes » [archive du 22 août 2014], Dana Draws [old art blog of Dana Terrace], Blogspot, 9 octobre 2013 (consulté le 10 septembre 2020)
4. 1 2 3 4 5 6  Susan Dunne, « Hamden native creates Disney Channel's newest show 'The Owl House' » [archive du 6 janvier 2020], Hartford Courant, 6 janvier 2020 (consulté le 5 septembre 2020)
5. ↑  @DanaTerrace, « In high school I worked at a natural history museum for 3 years so... 💀 » [archive du 29 juin 2023], sur Twitter,‎ 29 juin 2023
6. 1 2  Idelson, « Variety's 2017 10 Animators to Watch - Dana Terrace » [archive du 22 mai 2019], Variety, 3 mai 2017 (consulté le 5 septembre 2020)
7. ↑  Terrace, « thanks » [archive du 28 juin 2012], Dana Draws [old art blog of Dana Terrace], Blogspot, 29 mai 2012 (consulté le 10 septembre 2020) The exact page was never archived, only the page listing all the blog entries, hence the different url.
8. ↑  Blazenhoff, « Kickball!, A Sweet Animated Short by Dana Terrace » [archive du 13 mars 2017], The Laughing Squid, 23 avril 2012 (consulté le 4 septembre 2020)
9. ↑  Amidi, « "Kickball" by Dana Terrace » [archive du 24 février 2018], Cartoon Brew, 21 avril 2012 (consulté le 5 septembre 2020)
10. ↑  « 2012 Student Grant Awardees - Kickball [by] Dana Terrace » [archive du 5 septembre 2020], National Board of Review, 2020 (consulté le 5 septembre 2020)
11. ↑  « SVA BVA Film », https://film.sva.edu/dusty/winners-list/,‎ 2020 See bottom of 2012 Winners section
12. ↑  Ruocco, « "Mirage" by Iker Maidagan and Dana Terrace » [archive du 5 septembre 2020], Cartoon Brew, 21 avril 2012 (consulté le 5 septembre 2020)
13. ↑  Terrace, « mid april » [archive du 15 mai 2013], Dana Draws [old art blog of Dana Terrace], Blogspot, 22 avril 2013 (consulté le 10 septembre 2020) The exact page was never archived, only the page listing all the blog entries, hence the different url.
14. ↑  Zahed, « L.A. Shorts Fest Announces Animation Screening » [archive du 28 janvier 2018], Animation Magazine, 27 août 2013 (consulté le 9 septembre 2020)
15. ↑  « Award Recipients » [archive du 4 avril 2020], School of Visual Arts, 2020 (consulté le 10 septembre 2020) See 2013 section.
16. 1 2  Dana Terrace, interview par Jason Anders, Hurricane Life: A Conversation with Dana Terrace, décembre 2016 (consulté le 9 septembre 2020).
17. ↑  « Dusty Festival: Winners List », Sva Bfa Film,‎ 2018 See the list of winners in 2011 which list Blanderstein and Destiny for the Birds
18. ↑  Terrace, « Alumni Blog: Dana Terrace » [archive du 4 juillet 2020], School of Visual Arts Alumni Blog, 2 août 2020 (consulté le 3 septembre 2020)
19. ↑  McDonnell, « Artist of the Day: Dana Terrace » [archive du 24 janvier 2018], Cartoon Brew, 21 août 2013 (consulté le 4 septembre 2020)
20. 1 2  Liam Nolan, « The Owl House's Creator, Art Director Explain How They Crafted the New Show » [archive du 28 mars 2020], CBR, 10 janvier 2020 (consulté le 4 septembre 2020)
21. 1 2 3 4  Steven Asarch, « The Owl House Creators Talk Bringing Creepy Back to Disney With a Dash of Bosch » [archive du 25 janvier 2020], Newsweek, 8 janvier 2020 (consulté le 4 septembre 2020)
22. ↑  (en) Venable, « The Owl House: Why Gravity Falls And Steven Universe Fans Will Love Disney's New Series » [archive du 6 septembre 2020], Cinema Blend, 9 janvier 2020 (consulté le 5 septembre 2020)
23. 1 2 3  Zahed, « Animation Magazine's Rising Stars of Animation 2019 » [archive du 24 juillet 2020], Animation Magazine, 22 mars 2019 (consulté le 9 septembre 2020)
24. ↑  Terrace, « CTN! » [archive du 27 novembre 2017], Dana Draws [old art blog of Dana Terrace], Blogspot, 3 septembre 2014 (consulté le 10 septembre 2020)
25. ↑  Alex Hirsch, Gravity Falls: Lost Legends: 4 All-New Adventures!, Wilmington, Delaware, Disney Electronic Content, 2018 (ISBN 9781368017091, lire en ligne), Inside Cover
26. ↑  Harper, « July's Best New Books for Young Readers » [archive du 5 septembre 2020], Barnes & Noble, 29 juin 2018 (consulté le 5 septembre 2020)
27. 1 2 3  Switzer, « Dana Terrace on Directing Episodes of Disneys New Ducktales and More » [archive du 2 décembre 2019], School of Visual Arts New York, 10 août 2017 (consulté le 3 septembre 2020)
28. ↑  Hipes, « Disney Channel's 'The Owl House' Sets Voice Cast, Secures New York Comic Con Berth » [archive du 5 septembre 2019], Deadline, 5 septembre 2019 (consulté le 5 septembre 2020)
29. ↑   [vidéo][[[Television film]]] « Tangled: Before Ever After », 20 mars 2017, United States, Disney Channel
30. ↑  Trumdore, « 'The Owl House' Creator Dana Terrace & Art Director Ricky Cometa on Their Fantasy Tale » [archive du 8 mars 2020], Collider, 10 janvier 2020 (consulté le 4 septembre 2020)
31. 1 2  Zahed, « Disney Channel's 'The Owl House': It's a Hoot! » [archive du 8 avril 2020], Animation Magazine, 24 décembre 2019 (consulté le 6 septembre 2020)
32. ↑  Drew, « SVA Alumnus Dana Terrace Talks About Showrunning Disney's 'The Owl House' » [archive du 4 septembre 2020], School of Visual Arts, 10 janvier 2020 (consulté le 4 septembre 2020)
33. ↑  Lang, « Disney Announces 'Vikingskool,' Shares Exclusive First Images of 'The Rocketeer,' 'Owl House' » [archive du 6 juin 2020], Variety, 12 juin 2018 (consulté le 5 septembre 2020)
34. ↑  (en-US) Elderkin, « The Personal Story Behind Owl House's Magical New Disney Heroine » [archive du 12 août 2020], io9, 17 octobre 2019 (consulté le 4 septembre 2020)
35. ↑  « For its creator, Disney's 'The Owl House' is the best revenge », Latimes,‎ 10 janvier 2020 (lire en ligne [archive du 1er février 2020], consulté le 4 septembre 2020)
36. 1 2  DanaTerrace, « I'm bi! I want to write a bi character, dammit! Luckily my stubbornness paid off and now I am VERY supported by current Disney leadership. (Thank you @NashRiskin and team!) Not to mention the amazingness of this crew. » [archive du 9 août 2020], sur Twitter, 9 août 2020 (consulté le 9 août 2020)
37. ↑  (en-US) Burkholder, « Disney Channel's 'The Owl House' to Have Openly Bisexual Character » [archive du 4 septembre 2020], The Georgia Voice, 11 août 2020 (consulté le 4 septembre 2020)
38. 1 2  (en) « Disney Executive Tried To Block Queer Characters In 'The Owl House,' Says Creator », cartoonbrew,‎ 14 août 2020 (lire en ligne [archive du 17 août 2020], consulté le 4 septembre 2020)
39. ↑  Robinson, « Raya and the Last Dragon's Kelly Marie Tran Thinks Her Disney Princess Is Gay » [archive du 7 mars 2021], Vanity Fair, 5 mars 2021 (consulté le 14 mars 2021)
40. ↑  « Disney confirms its first bisexual lead character, who is also multi-cultural », CNN,‎ 15 août 2020 (lire en ligne [archive du 1er septembre 2020], consulté le 4 septembre 2020)
41. ↑  (en) « 'The Owl House' Features Disney's First Bisexual Lead Character », Deadline,‎ 16 août 2020 (lire en ligne [archive du 1er septembre 2020], consulté le 4 septembre 2020)
42. ↑  (en) « @ToonHive », Twitter (consulté le 23 juillet 2023)
43. ↑  Jen Wang, Adventure Time: Fionna & Cake Card Wars, London, Titan Comics, 2019 (ISBN 9781787732858, lire en ligne), p. 158
44. ↑  (en) Terrace, « Haha I found my old roughs from Adventure Time's episode: Bad Timing. » [archive du 18 mai 2019], Tumblr, 21 janvier 2018 (consulté le 9 septembre 2020)
45. ↑  (en) Ofgang, Wollschlager, Yuravich et Cohen, « 40 Under 40: The Class of 2019 » [archive du 3 avril 2020], Connecticut Magazine, 7 septembre 2020 (consulté le 9 septembre 2020)
46. ↑  michaelrianda, « Fun fact: I paid genius storyboard artists and showrunners Dana Terrace and @Radrappy out of my own pocket. (I paid @radrappy with a PS4!) to help sell the movie and this is one of Dana's shots that made it into the final movie! Jenny Li and Patrick Mueller animated this shot » [archive du 18 avril 2021], sur Twitter, 31 mars 2021 (consulté le 25 avril 2021)
47. ↑  DanaTerrace, « TOH Spoilers, #tohspoliers I had the opportunity to do some rough animation for a few scenes. It was so fun, I wish I could do more and do better. I miss animating! Scenes boarded by, Hayley Foster, @mrvinceaparo, and Bridget Underwood As always, thanks for watching! 🦉 » [archive du 14 avril 2022], sur Twitter,‎ 8 août 2021
48. ↑  _alexhirsc, « witter.com/_alexhirsch/status/677721706174124032 » [archive du 12 avril 2016], sur Twitter, 18 décembre 2015 (consulté le 4 septembre 2020)
49. ↑  Stanichar, « Gravity Falls Creator Outs Prior LGBTQ+ Censorship at Disney; Policy Changed with The Owl House » [archive du 13 mars 2022], Paste, 10 août 2020 (consulté le 13 mars 2022)
50. ↑  Carey, « Holy Poop, These Notes Disney's Censors Gave 'Gravity Falls' Creator Alex Hirsch! » [archive du 16 juin 2022], The Mary Sue, 16 juin 2022
51. ↑  Terrace, « VENT COMIC » [archive du 22 septembre 2022], Dana's Sketchbook, 24 avril 2022 (consulté le 25 mai 2022) : « AFTER A CANCELATION, A BREAKUP, AND A COUPLE OF ROUGH YEARS.. »
52. ↑  Dana Terrace, « twitter.com/DanaTerrace/status/1292245190095208448 » [archive du 9 août 2020], sur Twitter, 8 août 2020 (consulté le 9 août 2020)
53. ↑  Robb, « Thousands Sign Pay Equity Petition For Animation Industry's Female-Dominated Color Stylist Craft » [archive du 25 janvier 2019], Deadline, 27 août 2018 (consulté le 5 septembre 2020)
54. ↑  Radulovic, « Owl House creator Dana Terrace is 'fucking tired of making Disney look good' » [archive du 7 mars 2022], Polygon, 7 mars 2022 (consulté le 8 mars 2022)
55. ↑  Nugent, « Disney CEO addresses employee backlash over the company's silence on Florida's Don't Say Gay bill » [archive du 8 mars 2022], The Independent, 8 mars 2022